# Parti libéral du Canada
Le Parti libéral du Canada (abrégé en PLC ; en anglais : Liberal Party of Canada, abrégé en LPC) est un parti politique fédéral canadien. Ses membres sont appelés les libéraux, et anciennement surnommés les Grits. Le parti, dirigé par Mark Carney, forme le gouvernement au Parlement du Canada. Il possède 170 sièges à la Chambre des communes, mais aucun au Sénat, le premier ministre ayant coupé les liens avec les sénateurs libéraux dans le but de donner davantage d'indépendance à la chambre haute.  
Héritier du Parti rouge et des Clear Grits, le Parti libéral se réclame comme centriste : il est plus à gauche que le Parti conservateur et plus à droite que le Nouveau Parti démocratique. Le Parti libéral est depuis longtemps le parti dominant de la scène fédérale canadienne, gouvernant le pays pendant près de 69 années au cours du XXe siècle. Tous les chefs du parti depuis sa création sont devenus premiers ministres, à l'exception d'Edward Blake, Stéphane Dion et Michael Ignatieff. 
En recul à partir de 2004, les libéraux deviennent en 2011 le troisième parti à la Chambre des communes. Justin Trudeau, fils de l'ancien premier ministre libéral Pierre Elliott Trudeau, est le chef du parti de 2013 à 2025. Arrivé au pouvoir le 19 octobre 2015, après une nette victoire aux élections fédérales, il promet un « changement progressiste ». Cependant, depuis les élections de 2019, les libéraux forment un gouvernement minoritaire.

## Idéologies
Dans sa constitution, le Parti libéral déclare adhérer à « la liberté individuelle, la responsabilité et la dignité de la personne humaine dans le cadre d’une société juste, et la liberté politique ».
Le Parti libéral doit une partie de son succès au cours du XXe siècle à une certaine souplesse idéologique. 
Ainsi, le Parti libéral est à l'origine — notamment sous William Lyon Mackenzie King et Lester B. Pearson — de l'essentiel des politiques d'État-providence mais a aussi pratiqué de larges coupes dans les budgets sociaux sous Jean Chrétien afin de réduire le déficit.
Le Parti libéral est favorable au principe libéral du libre-échange, mais il s'est parfois montré politiquement défavorable à certains accords de libre-échange, notamment durant les années 1980 quand le Parti progressiste-conservateur soutint l'Accord de libre-échange nord-américain alors que les libéraux s'y opposaient. Plus récemment, le premier ministre Justin Trudeau s'est déclaré fermement favorable au principe du libre-échange.
À partir des années 1960 et 1970, les libéraux, notamment sous la conduite de Pierre Elliott Trudeau, se font les champions du bilinguisme, du multiculturalisme du progressisme et de la cause du fédéralisme au Québec.
Récemment, le parti s'est démarqué par son support intense au droit à l'avortement et au mouvement pro-choix ; en effet, depuis 2014, une personne contre l’avortement n'a plus le droit de devenir un député libéral.

## Organisation
En mai 2016, le Parti libéral a adopté une nouvelle constitution qui modifie largement les structures du parti. 

### Membres
L'inscription au Parti libéral est gratuite et les membres ont la possibilité de voter sur les politiques du parti par internet. 
Les membres sont regroupés en associations de circonscription.

### Organes nationaux
Le chef du Parti libéral est élu par les personnes inscrites comme membre du parti selon un scrutin préférentiel. Les votes sont pondérés de sorte que chaque circonscription ait le même poids.
Le parti est administré par un conseil national dont les membres sont élus à chaque congrès. Un congrès a lieu tous les deux ans. 

### Provinces et territoires
Depuis l'adoption de la nouvelle constitution du parti en 2016, les partis libéraux provinciaux qui étaient encore affiliés au parti fédéral dans les provinces de l'Atlantique sont devenus indépendants. Le Parti libéral du Canada maintient un conseil dans chaque province et territoire dont les membres sont élus par les inscrits au parti fédéral dans la province ou le territoire.
Ainsi, les partis libéraux provinciaux ont des politiques, finances, adhésions et instances séparées du parti fédéral, toutefois les partis libéraux de l'Atlantique, de l'Ontario et de l'Alberta sont idéologiquement très proches du parti fédéral. À l'inverse, ceux du Québec et de la Colombie-Britannique sont totalement indépendants et leurs dirigeants peuvent être associés à d'autres partis fédéraux (comme Jean Charest ou Thomas Mulcair).

## Histoire

### Origines et Confédération
Les libéraux sont issus des réformistes du XIXe siècle qui exigeaient du Royaume-Uni la mise en place d'un gouvernement responsable en Amérique du Nord britannique. On trouve parmi eux les Clear Grits que forment, dans le Haut-Canada, George Brown, Robert Baldwin et William Lyon Mackenzie, ainsi que Joseph Howe en Nouvelle-Écosse et le Parti rouge dans le Bas-Canada.
À l'époque de la Confédération des anciennes colonies britanniques pour former le Canada, les libéraux radicaux étaient marginalisés par la coalition conservatrice de John A. Macdonald. Dans les trente années qui ont suivi la Confédération, le Parti libéral est le plus souvent relégué dans l'opposition. En 1873, Alexander Mackenzie est toutefois capable de défaire le gouvernement MacDonald grâce au scandale du Pacifique et il remporte ensuite l'élection de 1874. Le gouvernement qu'il dirige introduit de nombreuses réformes, notamment le vote à bulletin secret et la mise en place de la Cour suprême du Canada. Il est toutefois défait par Macdonald lors de l'élection suivante en 1878.

### 1887-1919: Wilfrid Laurier

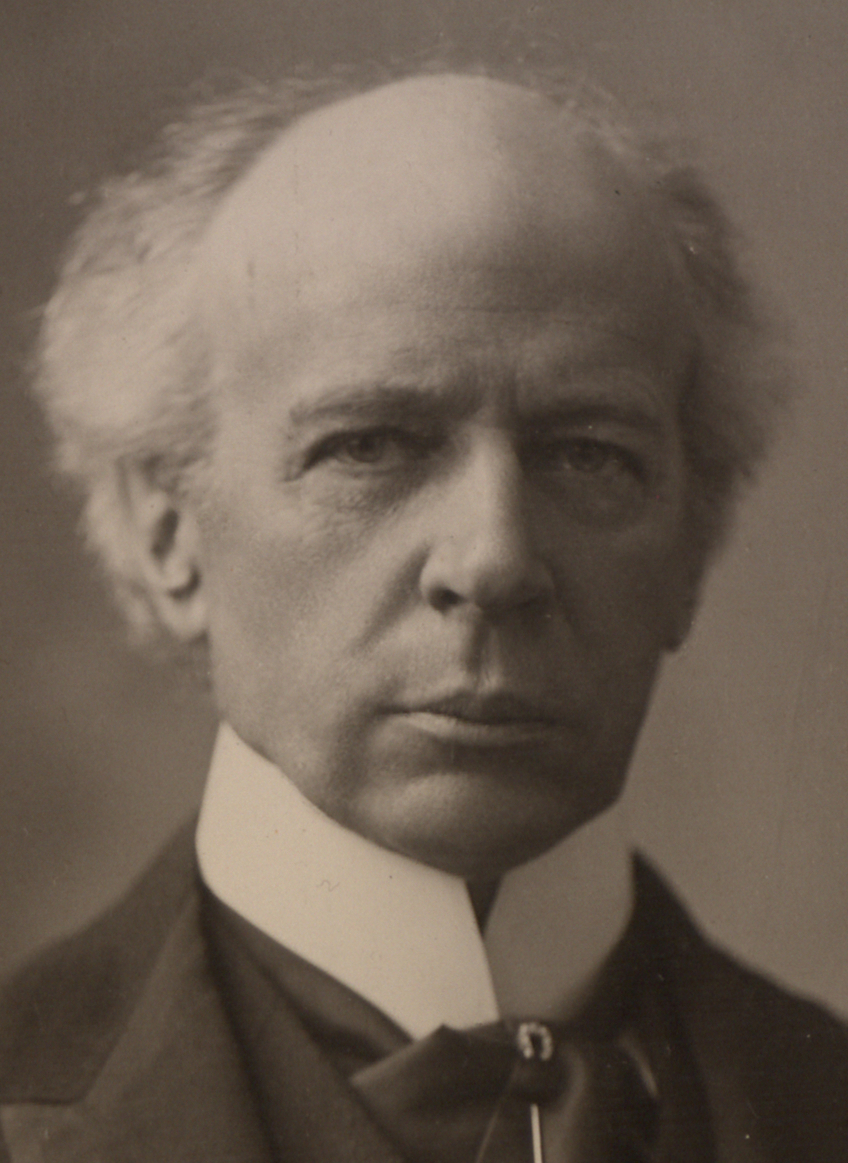
Wilfrid Laurier.

À ses débuts, le parti libéral est favorable au libre-échange avec les États-Unis et était favorable à l'isolationnisme nord-américain. Il s'est également identifié aux aspirations du Québec, alors que grandissait l'impopularité des francophones envers le Parti conservateur au pouvoir. Ce dernier s'aliène l'appui francophone principalement à la suite de trois évènements : la pendaison de Louis Riel en 1885, la suppression de certains droits des francophones hors-Québec, notamment avec l'adoption par l'Ontario du Règlement 17 en 1912, et la crise de la conscription de 1917.
Avec Wilfrid Laurier, le Parti libéral devient un véritable parti politique. Laurier réussit à faire de son parti une alternative crédible au pouvoir conservateur et à surmonter une réputation d'anticléricalisme qui lui aliénait l'Église catholique, très puissante au Québec à cette époque. Au Canada anglais, sa position en faveur du libre-échange le rend populaire auprès des fermiers et lui vaut un appui important dans les Prairies alors en pleine expansion. Ayant remporté l'élection fédérale de 1896, il se donne comme priorité de coloniser l'Ouest canadien. Pour cela, il crée les provinces de la Saskatchewan et l'Alberta à partir des Territoires du Nord-Ouest. Il favorise aussi le développement de l'industrie canadienne. Le gouvernement de Laurier est toutefois défait lors de l'élection de 1911 à cause de l'opposition envers ses politiques de libre-échange et de sa décision de créer une marine canadienne.
La crise de la conscription divise le parti, car plusieurs libéraux du Canada anglais appuient le gouvernement unioniste de Robert Laird Borden. De nombreux candidats libéraux se présentent ainsi aux élections en tant qu'unionistes ou libéraux-unionistes avec l'appui de plusieurs partis libéraux provinciaux. Les Libéraux de Laurier sont alors réduits à une faction presque entièrement québécoise. À long terme, toutefois, cette situation est positive pour le Parti libéral, qui peut compter sur le vote francophone pendant plusieurs décennies alors que le Parti conservateur est pratiquement rayé de la carte électorale au Québec pendant presque un siècle.

### 1919-1948: William Lyon Mackenzie King

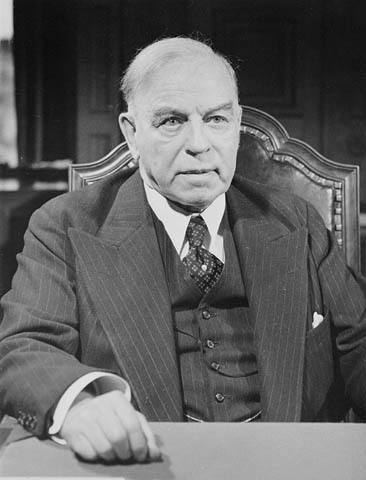
William Lyon Mackenzie King.

Sous Laurier puis son successeur, William Lyon Mackenzie King, les gouvernements libéraux font la promotion de la souveraineté canadienne et prennent une plus grande distance avec le Royaume-Uni. Lors des conférences impériales tenues pendant les années 1920, ils revendiquent auprès du Royaume-Uni un statut d'égalité. Après l'affaire King-Byng en 1926, le gouvernement fait valoir que le gouverneur général du Canada ne devrait plus être nommé sur recommandation du gouvernement britannique. Dans cette lignée, le Statut de Westminster est accordé en 1931.
Durant la période qui suit la Grande Dépression jusqu'à la Seconde Guerre mondiale, le gouvernement libéral se fait le champion des politiques progressistes et introduit un régime d'allocations familiales. Lorsqu'il se trouve dans une coalition avec J. S. Woodsworth et le Parti social démocratique du Canada[réf. nécessaire], King introduit également le Régime de pensions du Canada.

### 1958-1968: Lester B Pearson

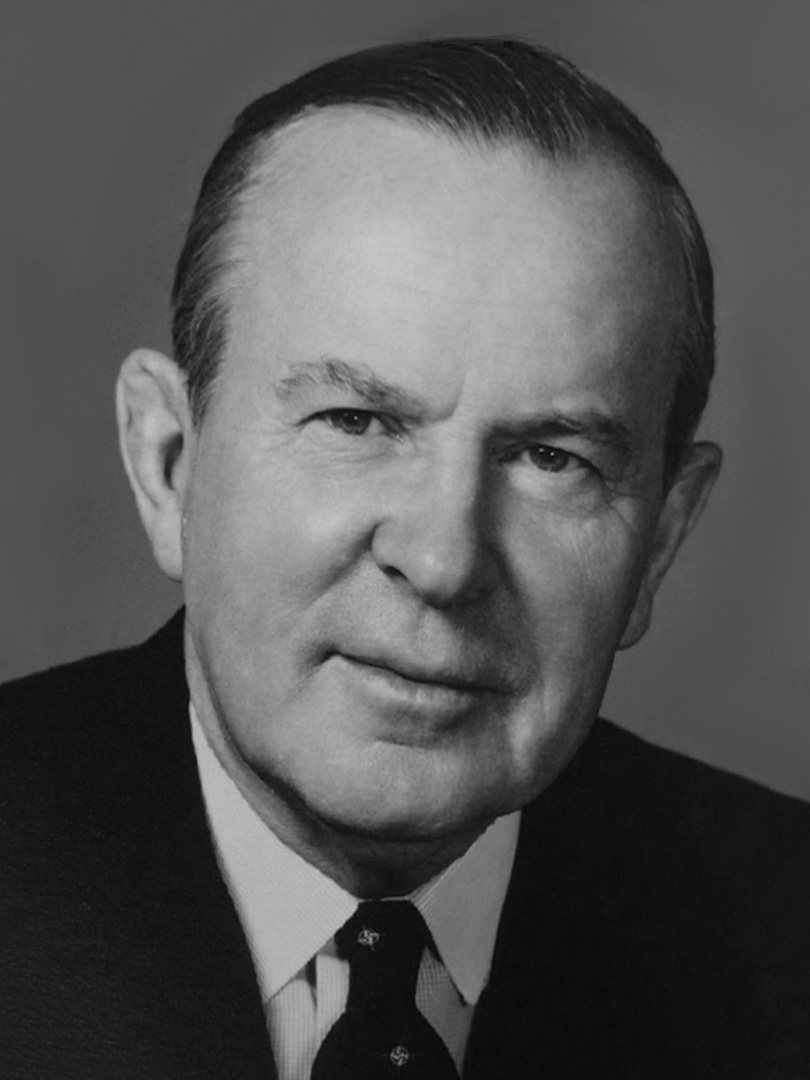
Lester B. Pearson.

Dans les années 1960, Lester B. Pearson introduit l'accès universel aux soins de santé, le plan d'assurance retraite canadien, les prêts aux étudiants et un plan d'assistance canadienne contribuant aux programmes sociaux des provinces.

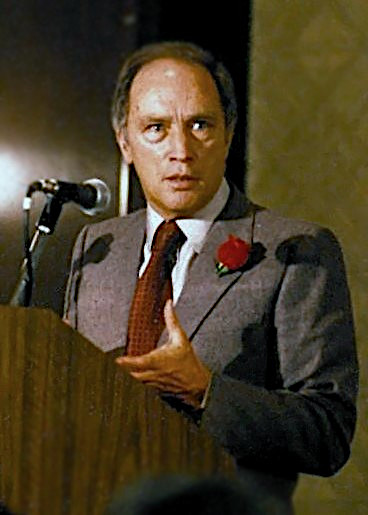
Pierre Elliott Trudeau, premier ministre du Canada de 1968 à 1984.

### 1968-1984: Pierre Elliott Trudeau
Sous Pierre Elliott Trudeau, le gouvernement libéral travaille à créer « une société juste ». Une des premières mesures est la Loi sur les langues officielles, donnant à l'anglais et au français un statut officiel au niveau fédéral. Trudeau espérait que la promotion du bilinguisme satisferait le Québec quant à sa place dans la Confédération et aiderait la cause du fédéralisme canadien. Cette politique visait surtout à transformer le gouvernement du Canada pour qu'il puisse communiquer efficacement autant avec les anglophones que les francophones, permettant à tout Canadien d'obtenir des services fédéraux dans sa langue n'importe où au pays. Bien que cette politique n'ait pas parfaitement réussi, le bilinguisme officiel a aidé à ralentir le déclin de la langue française hors Québec, et a aussi fait en sorte que tous les services du gouvernement fédéral soient disponibles dans les deux langues officielles. Par exemple, la Société Radio-Canada et CBC (qui appartiennent au gouvernement) offrent des services de radio et de télévision en anglais et en français partout au pays. 
Une autre mesure importante est la loi sur le multiculturalisme canadien, de 1988, conçue comme un moyen d'intégrer les immigrants à la société canadienne sans qu'ils aient à renoncer à leur culture d'origine. Cette politique permet au Parti libéral de se concilier de nombreux appuis en provenance des communautés immigrantes à travers le pays.
Le gouvernement Trudeau vise aussi à renforcer les libertés individuelles, d'abord par l'adoption dès 1969 du « bill omnibus », loi amendant de nombreux articles du Code pénal et qui est résumée par la phrase « l'État n'a rien à faire dans les chambres à coucher de la nation ». Cela sera suivi par la Charte canadienne des droits et libertés en 1982, adoptée dans la foulée du rapatriement de la Constitution canadienne.
Trudeau est en même temps partisan d'un gouvernement central fort, et il a longuement lutté contre le souverainisme québécois, en s'opposant notamment à la reconnaissance du Québec comme société distincte.

### 1984-1990: John Turner
Après le départ de Trudeau en 1984, plusieurs membres de son parti, tels Jean Chrétien et Clyde Wells, continuent d'adhérer à sa vision du fédéralisme. D'autres, comme John Turner, appuient l'accord du lac Meech (1987) et l'accord de Charlottetown (1992), deux mesures qui n'ont pas abouti, mais qui auraient reconnu le Québec comme une société distincte et qui auraient accru le pouvoir des provinces au détriment du pouvoir fédéral.
Avec leur nouveau chef, John Turner, les libéraux perdent le pouvoir lors de l'élection de 1984, et voient leur participation réduite à 40 sièges à la Chambre des communes. Ils procèdent alors à un long travail de reconstruction. 
L'élection de 1988 est particulière car John Turner était farouchement opposé à l'accord de libre-échange canado-américain, négocié par le premier ministre progressiste-conservateur Brian Mulroney. Même si les Canadiens ont voté majoritairement pour des partis opposés à un projet de libre-échange, les conservateurs ont gagné les élections et leur gouvernement majoritaire va de l'avant avec l'accord de libre-échange.

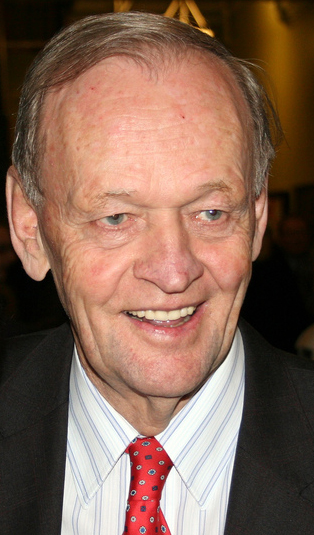
Jean Chrétien succède à John Turner à la tête du gouvernement de 1990 à 2003.

### 1990-2003: Jean Chrétien
Turner démissionne en 1990 sous la pression des dissidents de son parti mécontents de son leadership. Il est remplacé par son rival Jean Chrétien, qui avait été ministre sous tous les gouvernements libéraux de 1963 à 1984. Chrétien fait campagne lors de l'élection de 1993 sur la promesse de renégocier l'Accord de libre-échange nord-américain (ALENA), et de remplacer la Taxe sur les produits et services (TPS). Lorsqu'il arrive au pouvoir, toutefois, les changements à l'ALENA sont minimes, et la TPS reste inchangée. Chrétien a profité de l'impopularité de Brian Mulroney et des gaffes de sa successeure, Kim Campbell. Lors de cette élection, les progressistes-conservateurs sont réduits, de leur majorité parlementaire, à seulement deux sièges. Ce fut l'élection la plus déséquilibrée dans l'histoire du Canada, ainsi que l'une des plus déséquilibrées jamais enregistrée dans une élection libre, ouverte et démocratique. 
Une fois au pouvoir, le gouvernement libéral se préoccupe surtout de redresser le déficit de 40 milliards $ laissé par le gouvernement conservateur. Cette politique est un succès, le gouvernement fédéral accumulant des surplus budgétaires à partir de 1997. 
La vision du fédéralisme de Chrétien reste fidèle à l'approche de Trudeau, et s'oppose à des concessions majeures au Québec et aux autres provinces. En 1995, le Parti libéral du Canada et son chef le premier ministre du Canada Jean Chrétien participeront activement à la campagne du NON au Québec lors du référendum sur la séparation du Québec. Après que l'option fédéraliste eut gagné faiblement au référendum de 1995 au Québec, le gouvernement libéral passe en 2000 la loi sur la clarté référendaire, qui définit la position fédérale en cas d'une éventuelle victoire indépendantiste québécoise.
Il met en place après le référendum québécois le programme des « commandites » visant à améliorer l'image du Canada au Québec par des campagnes de publicité et du parrainage d'événements. Quelque 330 millions de dollars canadiens y ont été consacrés jusqu'en 2003. Le programme provoque une forte corruption : l'argent transitait par des entreprises de publicité québécoises proches du Parti libéral du Canada, via des contrats obtenus sans appel d'offres. Leurs dirigeants se sont enrichis frauduleusement grâce à des commissions douteuses, fausses factures ou surfacturations, totalisant 100 millions de dollars. En contrepartie, plusieurs firmes reversaient une portion de leurs pots-de-vin à la section québécoise du PLC.
Pendant ses dernières années au pouvoir, Chrétien appuie la législation sur le mariage entre personnes de même sexe et sur la décriminalisation de la détention de petites quantités de marijuana. Il choque les États-Unis quand il déclare que le gouvernement canadien ne va pas les appuyer dans leur invasion de l'Irak en 2003. Jusqu'à ses derniers jours, Chrétien est resté très populaire auprès des Canadiens.

### 2003-2006: Paul Martin
Paul Martin succède à Jean Chrétien en 2003. Malgré leur ancienne rivalité, Martin a été l'architecte principal des politiques économiques libérales en tant que ministre des Finances de 1993 à 2002. Lorsqu'il devient premier ministre, Paul Martin poursuit la même politique économique, tout en se montrant plus flexible envers les provinces que son prédécesseur. Son gouvernement concentre aussi ses politiques envers les villes et municipalités, alors que celui de Chrétien était plutôt porté vers le développement régional.
Lors de l'élection du 28 juin 2004, les libéraux de Paul Martin sont reconduis au pouvoir, malgré une compétition beaucoup plus forte de la part du nouveau Parti conservateur du Canada et de son chef Stephen Harper. Ils sont réduits d'un gouvernement majoritaire à un gouvernement minoritaire, en partie à cause du scandale des commandites. 

### 2006 à 2013: Bill Graham, Stéphane Dion, Michael Ignatieff et Bob Rae

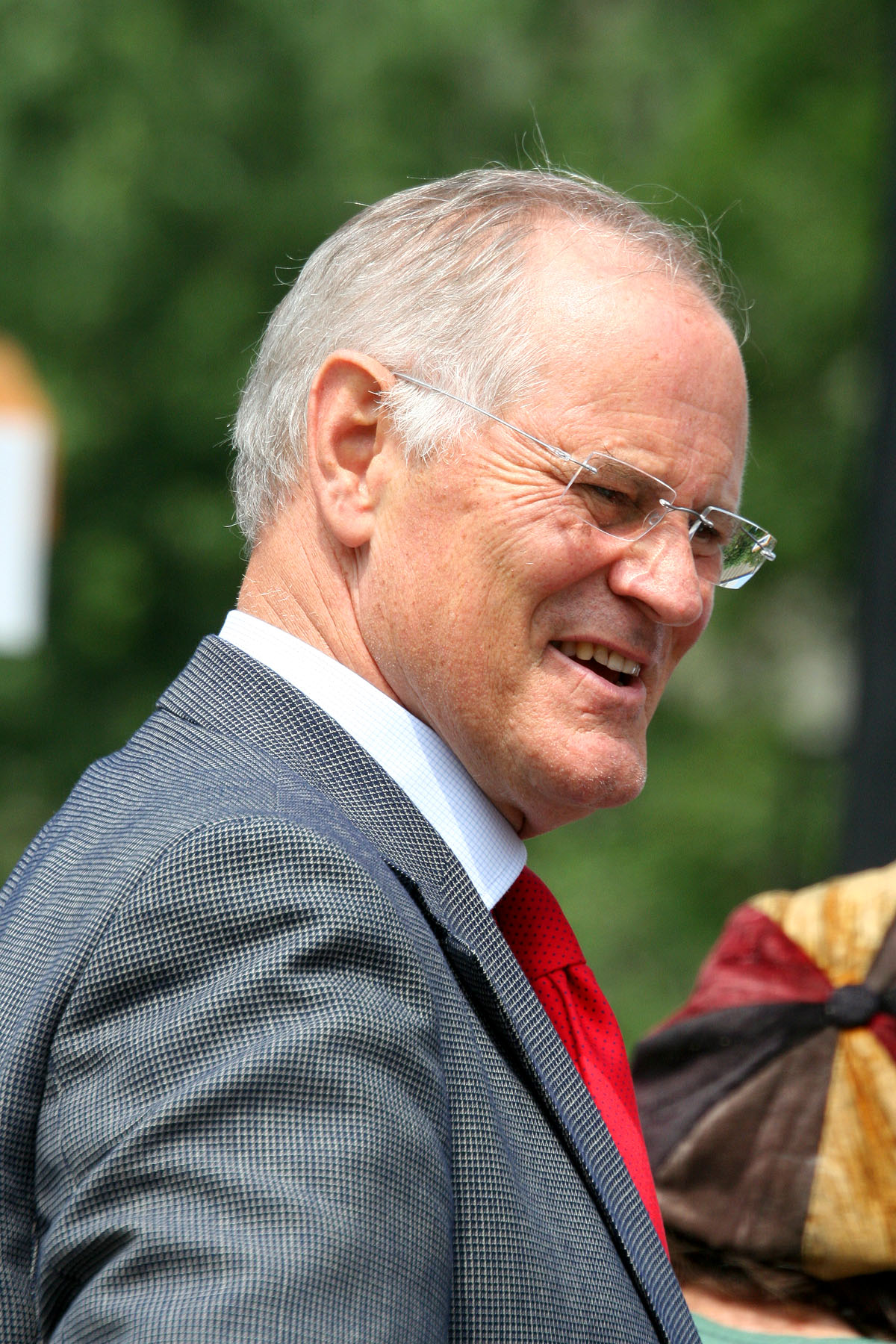
Bill Graham, chef par intérim du Parti libéral en 2006.
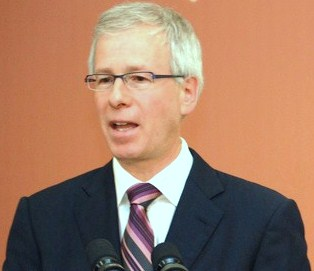
Stéphane Dion, chef du Parti libéral du Canada de 2006 à 2008.
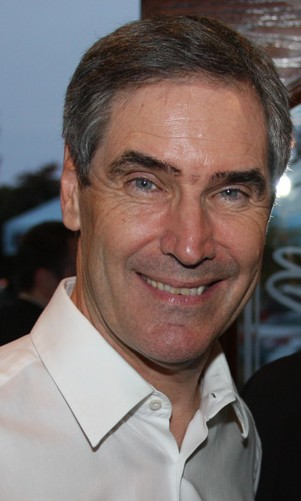
Michael Ignatieff, chef de 2008 à 2011.

Pendant cette période le Parti libéral du Canada occupe la place de l'opposition officielle au Parlement du Canada. En effet, le parti libéral est défait aux élections de 2006 avec Paul Martin comme chef. 
Par la suite le chef intérimaire jusqu'à l'élection de Stéphane Dion à ce poste sera Bill Graham. En 2008 c'est avec Stéphane Dion que le Parti libéral est encore défait.

Lors de l'élection fédérale de 2011, qui voit une nouvelle victoire conservatrice, le Parti libéral obtient le pire score de toute son histoire, avec seulement 18,9 % du vote populaire et 34 élus. Il est alors nettement devancé par le NPD, qui est devenu l'opposition officielle. Michael Ignatieff était alors aux commandes du Parti libéral du Canada. 

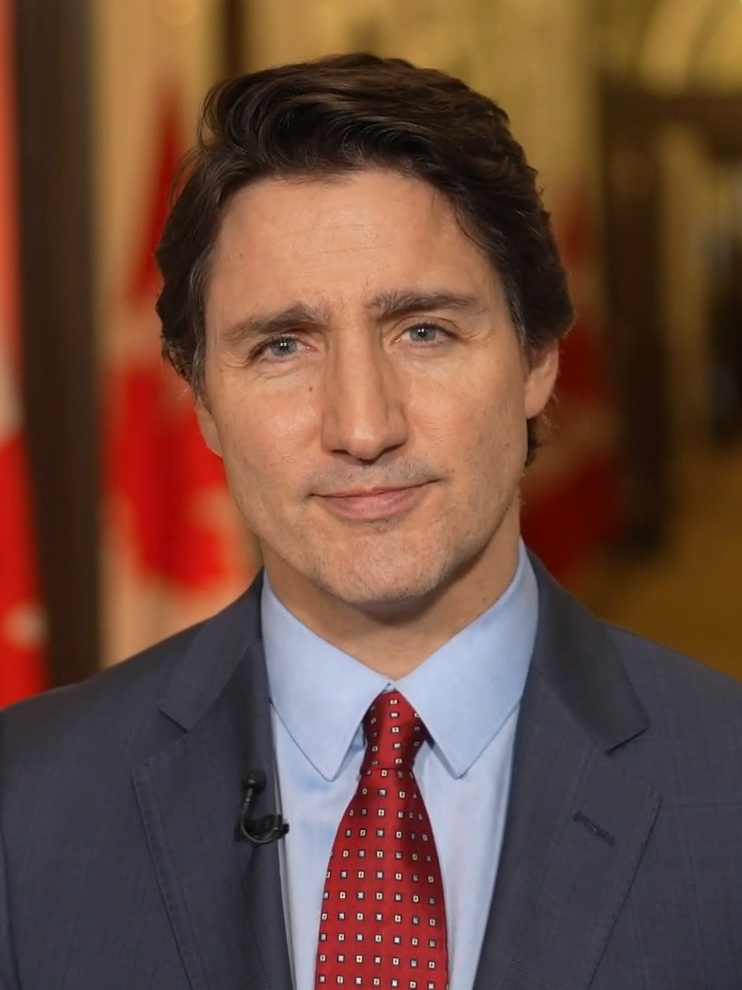
Justin Trudeau, premier ministre du Canada de 2015 à 2025.

Par la suite c'est Bob Rae qui prendra le rôle de chef intérimaire jusqu'à l'élection de Justin Trudeau comme nouveau chef du Parti libéral du Canada.
Lors de la Course à la chefferie de 2012-2013, neuf candidats ont été officiellement autorisés. Cependant, à la suite de trois abandons, ce ne sont que Deborah Coyne, Martha Hall Findlay, Karen McCrimmon, Joyce Murray, Martin Cauchon et Justin Trudeau qui ont été jusqu'au bout de leur campagne. Le 14 avril 2013, Justin Trudeau est élu chef du Parti libéral du Canada, avec 80 % des voix au 1er tour du scrutin. Le Torontois George Takach était aussi dans la course, mais il s'est désisté le 25 février pour soutenir le candidat considéré comme favori dans la course à la chefferie, Justin Trudeau. L'ex-astronaute Marc Garneau était également dans la course, mais s'est retiré le 13 mars 2013, pour soutenir Justin Trudeau. Le dernier abandon est celui du candidat David Bertschi, le 21 mars 2013, évoquant le fait que sa campagne n'ait pas pu rallier autant d'appuis qu'espéré.

### 2013 - 2025: Justin Trudeau
Le 19 octobre 2015, après 78 jours de campagne, les Canadiens et Canadiennes ont voté. Justin Trudeau remporte les élections avec une majorité des sièges (184 sur 338). Au cours des 21 derniers jours de la campagne, une vague rouge déferle sur le Canada mais principalement sur le Québec et les provinces de l'Atlantique, là où le PLC remporte la totalité des 32 sièges. À 

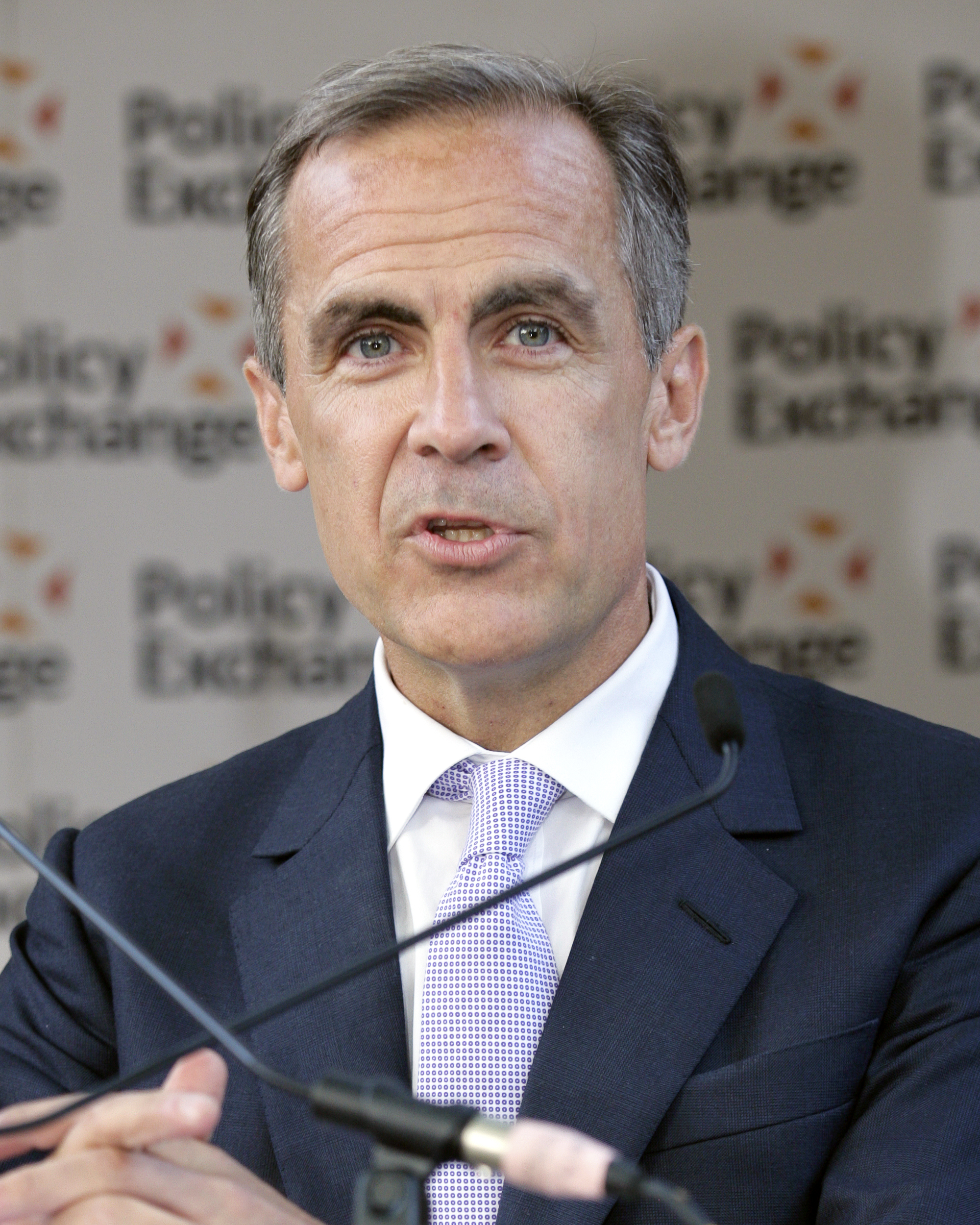
Mark Carney, chef du Parti libéral du Canada depuis 2025.

43 ans, Justin Trudeau, devenu officiellement premier ministre le 4 novembre 2015, a constitué un gouvernement paritaire de trente ministres (15 femmes et 15 hommes précisément), comme il l'avait promis lors de sa campagne. Pour la première fois dans l'histoire du Canada, une autochtone est nommée ministre de la justice. Le 6 janvier 2025, il annonce sa démission éminente dès la nomination d'un successeur.

### Depuis 2025: Mark Carney
Lors de la course à la chefferie de 2025, Mark Carney obtient un peu plus de 85% des voix au premier tour. Il est assermenté premier ministre quelques jours plus tard. Il décide de déclencher la période électorale le 23 mars 2025 afin que les élections se tiennent le 28 avril 2025. 

## Liste des chefs
| Chef                        | Période                              | Premier ministre                                                                                   | Circonscription                                                                      |
| --------------------------- | ------------------------------------ | -------------------------------------------------------------------------------------------------- | ------------------------------------------------------------------------------------ |
| George Brown                | 1er juillet 1867 - 20 septembre 1867 | |                                                                                      |
| Alexander Mackenzie         | 6 mars 1873 - 27 avril 1880          | 7 novembre 1873 - 9 octobre 1878                                                                   |                                                                                      |
| Edward Blake                | 4 mai 1880 - 2 juin 1887             | |                                                                                      |
| Wilfrid Laurier             | 23 juin 1887 - 17 février 1919       | 11 juillet 1896 - 7 octobre 1911                                                                   | Drummond-Arthabaska, Québec Wright, Québec Cité d'Ottawa, Ontario Québec-Est, Québec |
| William Lyon Mackenzie King | 7 août 1919 - 6 août 1948            | 29 décembre 1921 - 28 juin 1926 25 septembre 1926 - 6 août 1930 23 octobre 1935 - 14 novembre 1948 | Prince Albert, Saskatchewan York-Nord, Ontario Waterloo-Nord, Ontario                |
| Louis St-Laurent            | 7 août 1948 - 15 janvier 1958        | 15 novembre 1948 - 21 juin 1957                                                                    | Québec-Est, Québec                                                                   |
| Lester B. Pearson           | 16 janvier 1958 - 5 avril 1968       | 22 avril 1963 - 20 avril 1968                                                                      | Algoma-Est, Ontario                                                                  |
| Pierre Elliott Trudeau      | 6 avril 1968 - 15 juin 1984          | 20 avril 1968 - 3 juin 1979 3 mars 1980 - 30 juin 1984                                             | Mont-Royal, Québec                                                                   |
| John Turner                 | 16 juin 1984 - 22 juin 1990          | 30 juin 1984 - 17 septembre 1984                                                                   | Vancouver Quadra, Colombie-Britannique                                               |
| Jean Chrétien               | 23 juin 1990 - 13 novembre 2003      | 4 novembre 1993 - 12 décembre 2003                                                                 | Saint-Maurice, Québec                                                                |
| Paul Martin                 | 14 novembre 2003 - 18 mars 2006      | 12 décembre 2003 - 6 février 2006                                                                  | LaSalle—Émard, Québec                                                                |
| Stéphane Dion               | 2 décembre 2006 - 20 octobre 2008    | | Saint-Laurent—Cartierville, Québec                                                   |
| Michael Ignatieff           | 10 décembre 2008 - 3 mai 2011        | | Etobicoke—Lakeshore, Ontario                                                         |
| Bob Rae                     | 25 mai 2011 - 14 avril 2013          | | Toronto-Centre, Ontario                                                              |
| Justin Trudeau              | 14 avril 2013 - 9 mars 2025          | 4 novembre 2015 - 14 mars 2025                                                                     | Papineau, Québec                                                                     |
| Mark Carney                 | Depuis le 9 mars 2025                | Depuis le 14 mars 2025                                                                             | Nepean, Ontario                                                                      |

## Résultats électoraux

### Élections fédérales
| Élection | Chef                        | Votes     | %    | Sièges    | +/– | Rang | Résultat                                                  |
| -------- | --------------------------- | --------- | ---- | --------- | --- | ---- | --------------------------------------------------------- |
| 1867     | George Brown                | 60 818    | 22,6 | 62 / 180  | Nv  | 2e   | Opposition officielle                                     |
| 1872     | Edward Blake                | 110 556   | 34,7 | 95 / 200  | 33  | 2e   | Opposition officielle                                     |
| 1874     | Alexander Mackenzie         | 128 455   | 39,4 | 129 / 206 | 34  | 1er  | Gouvernement majoritaire                                  |
| 1878     | Alexander Mackenzie         | 180 074   | 33,0 | 63 / 206  | 66  | 2e   | Opposition officielle                                     |
| 1882     | Edward Blake                | 160 547   | 31,1 | 73 / 211  | 10  | 2e   | Opposition officielle                                     |
| 1887     | Edward Blake                | 312 736   | 43,1 | 80 / 215  | 7   | 2e   | Opposition officielle                                     |
| 1891     | Wilfrid Laurier             | 350 512   | 45,2 | 90 / 215  | 10  | 2e   | Opposition officielle                                     |
| 1896     | Wilfrid Laurier             | 401 425   | 41,4 | 117 / 213 | 27  | 1er  | Gouvernement majoritaire                                  |
| 1900     | Wilfrid Laurier             | 477 758   | 50,2 | 128 / 213 | 11  | 1er  | Gouvernement majoritaire                                  |
| 1904     | Wilfrid Laurier             | 521 041   | 50,8 | 137 / 214 | 9   | 1er  | Gouvernement majoritaire                                  |
| 1908     | Wilfrid Laurier             | 570 311   | 48,8 | 133 / 221 | 4   | 1er  | Gouvernement majoritaire                                  |
| 1911     | Wilfrid Laurier             | 596 871   | 45,8 | 85 / 221  | 48  | 2e   | Opposition officielle                                     |
| 1917     | Wilfrid Laurier             | 729 756   | 38,8 | 82 / 235  | 3   | 2e   | Opposition officielle                                     |
| 1921     | William Lyon Mackenzie King | 1 285 998 | 41,1 | 118 / 235 | 36  | 1er  | Gouvernement minoritaire                                  |
| 1925     | William Lyon Mackenzie King | 1 252 684 | 39,7 | 100 / 245 | 18  | 2e   | Gouvernement minoritaire (1925-1926) et Opposition (1926) |
| 1926     | William Lyon Mackenzie King | 1 397 031 | 42,9 | 116 / 245 | 16  | 1er  | Gouvernement minoritaire                                  |
| 1930     | William Lyon Mackenzie King | 1 716 798 | 44,0 | 89 / 245  | 27  | 2e   | Opposition officielle                                     |
| 1935     | William Lyon Mackenzie King | 1 967 839 | 44,7 | 173 / 245 | 84  | 1er  | Gouvernement majoritaire                                  |
| 1940     | William Lyon Mackenzie King | 2 365 979 | 51,3 | 179 / 245 | 6   | 1er  | Gouvernement majoritaire                                  |
| 1945     | William Lyon Mackenzie King | 2 086 545 | 39,8 | 118 / 245 | 61  | 1er  | Gouvernement majoritaire                                  |
| 1949     | Louis St-Laurent            | 2 874 813 | 49,1 | 191 / 262 | 73  | 1er  | Gouvernement majoritaire                                  |
| 1953     | Louis St-Laurent            | 2 731 633 | 48,4 | 169 / 265 | 22  | 1er  | Gouvernement majoritaire                                  |
| 1957     | Louis St-Laurent            | 2 702 573 | 40,5 | 105 / 265 | 64  | 2e   | Opposition officielle                                     |
| 1958     | Lester B. Pearson           | 2 432 953 | 33,4 | 48 / 265  | 67  | 2e   | Opposition officielle                                     |
| 1962     | Lester B. Pearson           | 2 846 589 | 36,9 | 99 / 265  | 51  | 2e   | Opposition officielle                                     |
| 1963     | Lester B. Pearson           | 3 276 996 | 41,4 | 128 / 265 | 29  | 1er  | Gouvernement minoritaire                                  |
| 1965     | Lester B. Pearson           | 3 099 521 | 40,1 | 131 / 265 | 3   | 1er  | Gouvernement minoritaire                                  |
| 1968     | Pierre Elliott Trudeau      | 3 686 801 | 45,3 | 154 / 264 | 23  | 1er  | Gouvernement majoritaire                                  |
| 1972     | Pierre Elliott Trudeau      | 3 717 804 | 38,4 | 109 / 264 | 46  | 1er  | Gouvernement minoritaire                                  |
| 1974     | Pierre Elliott Trudeau      | 4 102 853 | 43,1 | 141 / 264 | 32  | 1er  | Gouvernement majoritaire                                  |
| 1979     | Pierre Elliott Trudeau      | 4 595 319 | 40,1 | 114 / 282 | 27  | 2e   | Opposition officielle                                     |
| 1980     | Pierre Elliott Trudeau      | 4 855 425 | 44,3 | 147 / 282 | 33  | 1er  | Gouvernement majoritaire                                  |
| 1984     | John Turner                 | 3 516 486 | 28,0 | 40 / 282  | 107 | 2e   | Opposition officielle                                     |
| 1988     | John Turner                 | 4 205 072 | 31,9 | 83 / 295  | 43  | 2e   | Opposition officielle                                     |
| 1993     | Jean Chrétien               | 5 647 952 | 41,2 | 177 / 295 | 94  | 1er  | Gouvernement majoritaire                                  |
| 1997     | Jean Chrétien               | 4 994 277 | 38,4 | 155 / 301 | 22  | 1er  | Gouvernement majoritaire                                  |
| 2000     | Jean Chrétien               | 5 252 031 | 40,8 | 172 / 301 | 17  | 1er  | Gouvernement majoritaire                                  |
| 2004     | Paul Martin                 | 4 982 220 | 36,7 | 135 / 308 | 37  | 1er  | Gouvernement minoritaire                                  |
| 2006     | Paul Martin                 | 4 479 415 | 30,2 | 103 / 308 | 32  | 2e   | Opposition officielle                                     |
| 2008     | Stéphane Dion               | 3 633 185 | 26,2 | 77 / 308  | 26  | 2e   | Opposition officielle                                     |
| 2011     | Michael Ignatieff           | 2 783 175 | 18,9 | 34 / 308  | 43  | 3e   | Opposition                                                |
| 2015     | Justin Trudeau              | 6 833 090 | 39,4 | 184 / 338 | 150 | 1er  | Gouvernement majoritaire                                  |
| 2019     | Justin Trudeau              | 5 915 950 | 33,1 | 157 / 338 | 27  | 1er  | Gouvernement minoritaire                                  |
| 2021     | Justin Trudeau              | 5 556 565 | 32,6 | 160 / 338 | 3   | 1er  | Gouvernement minoritaire                                  |
| 2025     | Mark Carney                 | 8 595 488 | 43,8 | 169 / 343 | 9   | 1er  | Gouvernement minoritaire                                  |

## Archives
Il y a un fonds d'archives du Parti libéral du Canada à Bibliothèque et Archives Canada. 